# Cyrtodactylus cryptus
Cyrtodactylus cryptus este o specie de șopârle din genul Cyrtodactylus, familia Gekkonidae, ordinul Squamata, descrisă de Heidrich, Rösler, Thanh, Böhme și Arthur William Ziegler în anul 2007. Conform Catalogue of Life specia Cyrtodactylus cryptus nu are subspecii cunoscute.